# Tango in the Night
Tango in the Night ist das 14. Studioalbum von Fleetwood Mac. Es erschien im April 1987 bei Warner Bros. Records und bedeutete das Comeback für die Band.

## Hintergrund
Tango in the Night war das letzte Album, an dem Lindsey Buckingham bis zu seinem Wiedereinstieg bei Fleetwood Mac 1997 mitwirkte. Bei der Tango in the Night-Tour war er bereits nicht mehr mit dabei. Als Grund gab er an, die Gruppe sei kaum noch arbeitsfähig gewesen, weil Stevie Nicks von Tabletten, Mick Fleetwood von Kokain und John McVie vom Alkohol abhängig gewesen seien und er sich darum nicht in der Lage gesehen habe, nach dem Ende der chaotischen und spannungsreichen Studioaufnahmen mit ihnen auf Tournee zu gehen.

## Titelliste
1. Big Love (Lindsey Buckingham) – 3:37
2. Seven Wonders (Sandy Stewart, Stevie Nicks) – 3:38
3. Everywhere (Christine McVie) – 3:41
4. Caroline (Buckingham) – 3:50
5. Tango in the Night (Buckingham) – 3:56
6. Mystified (C. McVie, Buckingham) – 3:06
7. Little Lies (C. McVie, Eddy Quintela) – 3:38
8. Family Man (Buckingham, Richard Dashut) – 4:01
9. Welcome to the Room...Sara (Nicks) – 3:37
10. Isn’t It Midnight (C. McVie, Quintela, Buckingham) – 4:06
11. When I See You Again (Nicks) – 3:47
12. You and I, Part II (Buckingham, C. McVie) – 2:40

## Besetzung
Musiker
- Gesang: Lindsey Buckingham, Christine McVie, Stevie Nicks
- Keyboard, Synthesizer: Christine McVie
- Bass: John McVie
- Gitarre: Lindsey Buckingham,
- Schlagzeug: Mick Fleetwood
- Schlaginstrument: Lindsey Buckingham, Mick Fleetwood

Produktion
- Produzent: Lindsey Buckingham, Richard Dashut
- Toningenieur: Greg Droman, Lindsey Buckingham
- Coveridee: Lindsey Buckingham, Richard Dashut
- Künstler: Brett-Livingstone Strong
- Fotograf: Greg Gorman
- Artdirector: Jeri Heiden

## Singleauskopplungen
| Jahr | Titel             | Höchstplatzierung, Gesamtwochen/‑monate, AuszeichnungChartplatzierungen (Jahr, Titel, , Platzierungen, Wochen/Monate, Auszeichnungen, Anmerkungen) | Höchstplatzierung, Gesamtwochen/‑monate, AuszeichnungChartplatzierungen (Jahr, Titel, , Platzierungen, Wochen/Monate, Auszeichnungen, Anmerkungen) | Höchstplatzierung, Gesamtwochen/‑monate, AuszeichnungChartplatzierungen (Jahr, Titel, , Platzierungen, Wochen/Monate, Auszeichnungen, Anmerkungen) | Höchstplatzierung, Gesamtwochen/‑monate, AuszeichnungChartplatzierungen (Jahr, Titel, , Platzierungen, Wochen/Monate, Auszeichnungen, Anmerkungen) | Höchstplatzierung, Gesamtwochen/‑monate, AuszeichnungChartplatzierungen (Jahr, Titel, , Platzierungen, Wochen/Monate, Auszeichnungen, Anmerkungen) | Anmerkungen                                                                               |
| Jahr | Titel             | DE | AT | CH | UK | US | Anmerkungen                                                                               |
| ---- | ----------------- | --- | --- | --- | --- | --- | ----------------------------------------------------------------------------------------- |
| 1987 | Big Love          | DE17 (13 Wo.)DE | — | — | UK9 Gold · (12 Wo.)UK | US5 (16 Wo.)US | Erstveröffentlichung: 23. März 1987                                                       |
| 1987 | Seven Wonders     | DE47 (9 Wo.)DE | — | — | UK56 Gold · (4 Wo.)UK | US19 (13 Wo.)US | Erstveröffentlichung: Juni 1987                                                           |
| 1987 | Little Lies       | DE3 (17 Wo.)DE | AT21 (1 Mt.)AT | CH3 (12 Wo.)CH | UK5 ×2Doppelplatin · (12 Wo.)UK | US4 (21 Wo.)US | Erstveröffentlichung: August 1987                                                         |
| 1987 | Everywhere        | — | — | — | UK4 ×5Fünffachplatin · (51 Wo.)UK | US14 (18 Wo.)US | Erstveröffentlichung: November 1987 Verkäufe: + 3.380.000; 2013 in UK erneut auf Platz 15 |
| 1987 | Family Man        | DE29 (8 Wo.)DE | — | — | UK54 (5 Wo.)UK | US90 (4 Wo.)US | Erstveröffentlichung: 7. Dezember 1987                                                    |
| 1988 | Isn’t It Midnight | — | — | — | UK60 (2 Wo.)UK | — | Erstveröffentlichung: 6. Juni 1988                                                        |

## Kommerzieller Erfolg

### Chartplatzierungen
Tango in the Night avancierte unter anderem zum Nummer-eins-Album in Schweden und dem Vereinigten Königreich. Darüber hinaus erreichte es mit Rang zwei die Top 10 in Deutschland, wo es sich lediglich E.S.P. (Bee Gees) geschlagen geben musste, oder auch in den Niederlanden (ebenfalls Rang 2), der Schweiz und den Vereinigten Staaten (je Rang 7), Neuseeland (Rang 9) sowie in Norwegen (Rang 10).
| ChartsChartplatzierungen       | Höchstplatzierung | Wochen/ Monate |
| ------------------------------ | ----------------- | -------------- |
| Deutschland (GfK)              | 2 (78 Wo.)        | 78 Wo.         |
| Österreich (Ö3)                | 23 (0,5 Mt.)      | 0,5 Mt.        |
| Schweiz (IFPI)                 | 7 (22 Wo.)        | 22 Wo.         |
| Vereinigte Staaten (Billboard) | 7 (57 Wo.)        | 57 Wo.         |
| Vereinigtes Königreich (OCC)   | 1 (123 Wo.)       | 123 Wo.        |

| ChartsJahrescharts (1987) | Platzierung |
| ------------------------- | ----------- |
| Deutschland (GfK)         | 9           |

| ChartsJahrescharts (1988) | Platzierung |
| ------------------------- | ----------- |
| Deutschland (GfK)         | 11          |

### Auszeichnungen für Musikverkäufe
Tango in the Night bekam weltweit zwei Goldene sowie 40 Platin-Schallplatten für über 7,5 Millionen verkaufter Einheiten. Quellen zufolge soll es sich über 15 Millionen Mal verkauft haben, womit es nach Rumours (40 Millionen) die zweitmeistverkaufte Veröffentlichung der Band ist. In Deutschland bekam das Album Doppelplatin für über eine Million verkaufter Einheiten, damit zählt es zu den meistverkauften Alben des Landes der 1980er-Jahre.
| Land/Region                  | Auszeichnungen für Musikverkäufe (Land/Region, Auszeichnung, Verkäufe) | Verkäufe  |
| ---------------------------- | ---------------------------------------------------------------------- | --------- |
| Australien (ARIA)            | 4× Platin                                                              | 280.000   |
| Dänemark (IFPI)              | Platin                                                                 | 20.000    |
| Deutschland (BVMI)           | 2× Platin                                                              | 1.000.000 |
| Hongkong (IFPI/HKRIA)        | Gold                                                                   | 10.000    |
| Irland (IRMA)                | 3× Platin                                                              | 60.000    |
| Kanada (MC)                  | 5× Platin                                                              | 500.000   |
| Neuseeland (RMNZ)            | 2× Platin                                                              | 40.000    |
| Niederlande (NVPI)           | Platin                                                                 | 100.000   |
| Schweiz (IFPI)               | Platin                                                                 | 50.000    |
| Spanien (Promusicae)         | Platin                                                                 | 100.000   |
| Vereinigte Staaten (RIAA)    | 3× Platin                                                              | 3.000.000 |
| Vereinigtes Königreich (BPI) | 8× Platin                                                              | 2.400.000 |
| Insgesamt                    | 1× Gold · 41× Platin ·                                                 | 7.560.000 |

Hauptartikel: Fleetwood Mac/Auszeichnungen für Musikverkäufe